# Epilohmannia guarani
Epilohmannia guarani är en kvalsterart som beskrevs av Balogh och Sandór Mahunka 1977. Epilohmannia guarani ingår i släktet Epilohmannia och familjen Epilohmanniidae. Inga underarter finns listade i Catalogue of Life.